# Plugado!
Plugado! é o segundo álbum ao vivo da banda brasileira Camisa de Vênus, gravado ao vivo no Aeroanta, em São Paulo em 1995 e lançado no mesmo ano. O álbum marca a volta do Camisa de Vênus após uma pausa de sete anos. Neste disco, estão presentes Marcelo Nova (vocal), Karl Hummel (guitarra) e Robério Santana (baixo), da formação original, além de Carlini (guitarra), Calazans (teclados) e Paolilo (bateria) completando a banda.

## Faixas
| N.º | Título | Compositor(es) | Duração |  |
| 1.  | "Amanhã" | Marcelo Nova / Karl Hummel | 5:09    |  |
| 2.  | "Beth Morreu" | Marcelo Nova / Robério Santana | 3:08    |  |
| 3.  | "Bota pra Fudê" | Marcelo Nova | 4:13    |  |
| 4.  | "Gotham City" | Jards Macalé / José Carlos Capinam | 4:07    |  |
| 5.  | "Só o Fim" | Marcelo Nova / Gustavo Mullem / Karl Hummel | 5:27    |  |
| 6.  | "Correndo sem Parar" | Marcelo Nova / Karl Hummel | 4:44    |  |
| 7.  | "Cidade Bunda" | Marcelo Nova / Karl Hummel | 4:16    |  |
| 8.  | "Rock das 'Aranha'" | Raul Seixas / Cláudio Roberto Andrade de Azevedo | 2:52    |  |
| 9.  | "Negue" "Farinha do Desprezo" "Canalha" "Metrô Linha 743" "Babilina (Bop-a-Lena)" "O Chevette da Menina" "Brand New Cadilac" | Adelino Moreira / Enzo de Almeida Passos Macalé / Capinam Walter Franco Raul Seixas Mel Tillis / Webb Pierce / Versão: Raul Seixas Durval Vieira / Macambira Vince Taylor                        | 7:27    |  |
| 10. | "Rostos e Aeroportos" | Marcelo Nova / Gustavo Mullem | 3:58    |  |
| 11. | "Zé Coice de Mula contra Rubão Bebê"                                                                                         | Marcelo Nova | 3:40    |  |
| 12. | "Silvia" | Marcelo Nova / Robério Santana / Gustavo Mullem | 5:26    |  |
| 13. | "Eu não Matei Joana D'Arc"                                                                                                   | Marcelo Nova / Gustavo Mullem | 4:11    |  |
| 14. | "Be-Bop-A-Lula" "E Nós aqui Forrumbando" "Pastor João e a Igreja Invisível" "Simca Chambord" "Whole Lotta Shakin' Going On"  | Gene Vincent / Bill Davis Genival Lacerda / Acioly Netto Marcelo Nova / Raul Seixas Marcelo Nova / Miguel Cordeiro / Karl Hummel / Gustavo Mullem Dave "Curlee" Williams / James Faye "Roy" Hall | 7:30    |  |

## Banda
- Marcelo Nova - Vocal
- Karl Hummel - Guitarra
- Luis Sérgio Carlini - Guitarra
- Robério Santana - Baixo
- Carlos Alberto Calazans - Órgão Hammond e Piano Elétrico
- Franklin Paolillo - Bateria

## Ficha técnica
- Produzido por - Reinaldo Barriga e Camisa de Vênus
- Gerência Artística - Luis Carlos Maluly
- Direção Atística - Max Pierre
- Gravado ao Vivo no Aeroanta (SP) em 1995
- Gravado em Unidade Móvel da Transasom
- Técnico de Gravação - Jorge "Gordo" Guimarães
- Assistente de Gravação - Castor e Sílvio
- Técnico de Manutenção - Augusto
- Mixado no Estúdio - Artemix (SP)
- Técnico de Mixagem - Alexandre Russo e Alexandre Soares
- Masterizado na Promaster Digital Mastering
- Roadies - Léo e Mê
- Técnico de Som - (P.A) Kan (Robôconha)
- Capa conceito - Marcelo Nova
- Ilustração - Dan Palatnik
- Projeto Gráfico - Gê Alves Pinto
- Fotos - Lívio Campos e Inêz Nova
- Realização Gráfica - Geysa Adnet e Daniela Ribas